# Charles Lemmel
Charles Lemmel est un dessinateur, affichiste et illustrateur français, né le 13 novembre 1899 à Paris (11e) et mort le 1er octobre 1976 à Brécey (Manche).

## Biographie
Ses racines paternelles sont alsaciennes. Son père est  clerc de notaire puis décorateur sur porcelaine à Paris.
Au début des années 1930, Charles Lemmel commence à travailler pour les ateliers de Joë Bridge. Un agent démarche les annonceurs et lui apporte des contrats. Influencé par la caricature, il se spécialise ensuite dans les affiches à thème sportif, et dessine de nombreuses annonces publicitaires pour la revue L'Illustration. Après la Seconde Guerre mondiale, il s'installe à son compte à Saint-Mandé,.
Tandis que dans la publicité la photographie remplace peu à peu le dessin, le style qu’il choisit est le réalisme, voire l’hyperréalisme. À partir de la fin des années 1940, il adopte ce qu’il appelle "le style américain" : il met souvent en scène des jeunes femmes saines, toniques et gaies, mais non sophistiquées. Son travail s’inscrit dans une période charnière de l’histoire de la publicité.

## Expositions
- L'Union centrale des arts décoratifs a retracé la carrière de l'affichiste Charles Lemmel[5].

- Du 30 janvier au 27 avril 2013, la Bibliothèque Forney, qui fait partie du réseau des bibliothèques spécialisées de la ville de Paris, l'intègre dans son exposition L'histoire de France racontée par la publicité[6],[7].

## Œuvre
Il a surtout réalisé des affiches (grand format) et des annonces publictaires (petit format) insérées dans des revues, des produits dérivés et des cartes postales,,.
Il signe ses œuvres "Ch. Lemmel".

### Affiches, annonces et produits publicitaires
Sa production couvre les années comprises entre 1930 et 1960.
Des marques prestigieuses lui confient leur publicité visuelle, notamment : 
- Boissons : Bonal, Chartreuse (liqueur), cognac Courvoisier
- Lingerie : Le Bourget, Lou, Scandale
- Montres : Doxa, Longines, Universal
- Parfums : Lancôme, Roger & Gallet

Les annonceurs lui restent généralement fidèles durant plusieurs années.
Ses cartes postales donnent lieu à la publication d'un recueil.

### Divers
- Il dessine les vitraux de l'église de Jullouville (Manche)[12],[13],[14],[15].

- Il a aussi illustré un ouvrage traitant d'un sujet médical, la réflexothérapie[16].

## Collections publiques
Plusieurs musées ou bibliothèques ont acquis des œuvres de Charles Lemmel :
- Le MAD (musée des arts décoratifs de Paris) possède 10 affiches de lui, datées de 1922 (affiche Peugeot, de l'époque "Joë Bridge") à 1960, et référencées sous la rubrique Les grands noms de l'affiche qui comprend 18 artistes[3],[17].

- La Bibliothèque Forney détient 13 affiches et 5 autres documents de Charles Lemmel[18].

- On trouve au Musée dauphinois, musée départemental de l'Isère, une de ses nombreuses publicités pour Bonal, datant de 1938[19].

- Le Compa, conservatoire de l'Agriculture, à Chartres, possède dans sa collection une affiche publicitaire de 1948 pour un tracteur agricole Renault[20].

- On peut noter enfin la publicité Lastex, de 1934, au musée de la rubanerie de Comines (Belgique)[21].